# 昭和38年1月豪雪
昭和38年1月豪雪，也称昭和38年1月暴雪灾害，指的是日本1962年（昭和37年）12月底至次年2月初发生、以北陆地方为核心、东北地方开始向九州地区蔓延的雪灾。这一浩劫后来也被叫做“三八豪雪”。

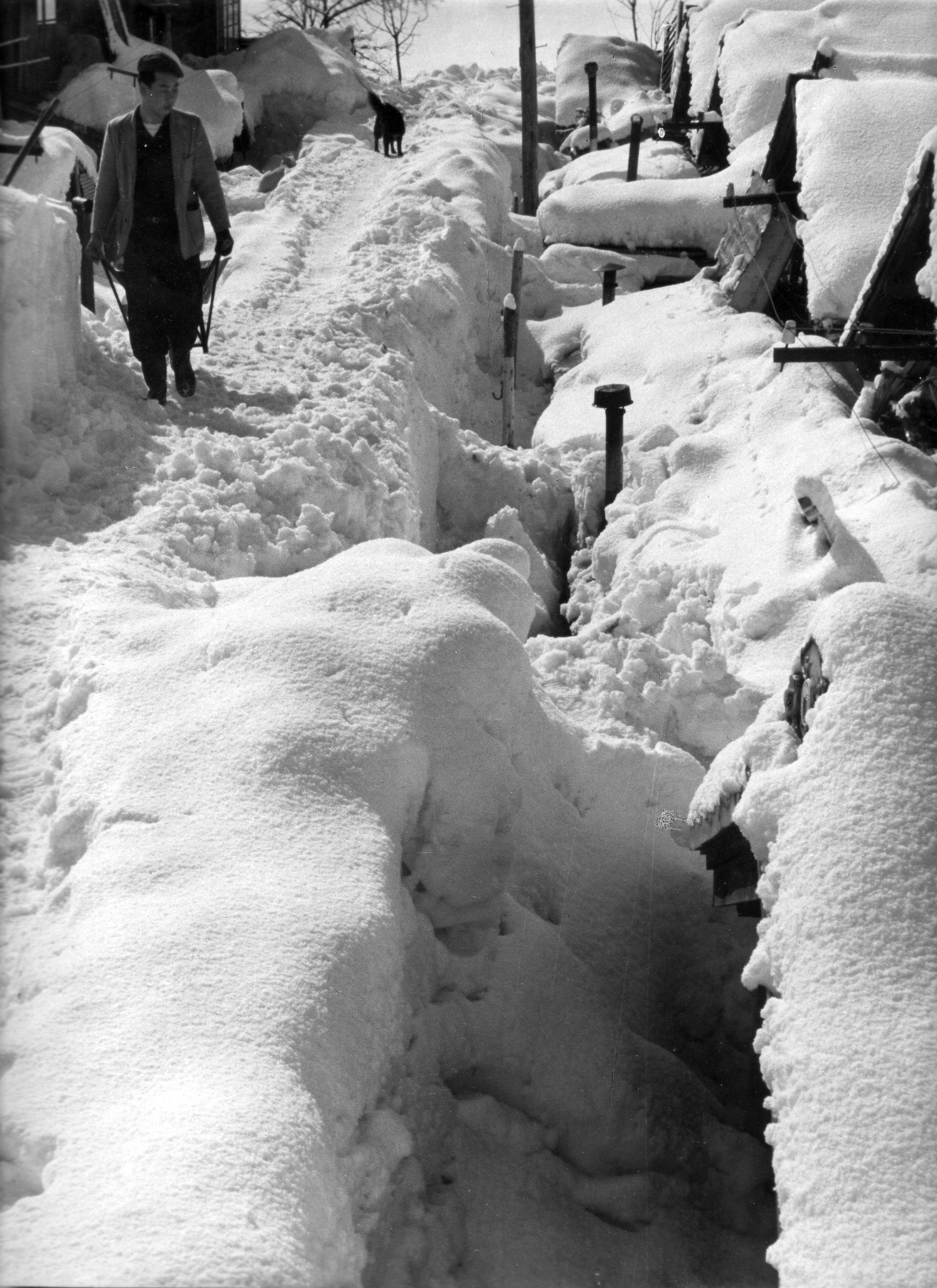
昭和38年1月豪雪时长冈市的情状。积雪达到了足有2层楼高

## 概要

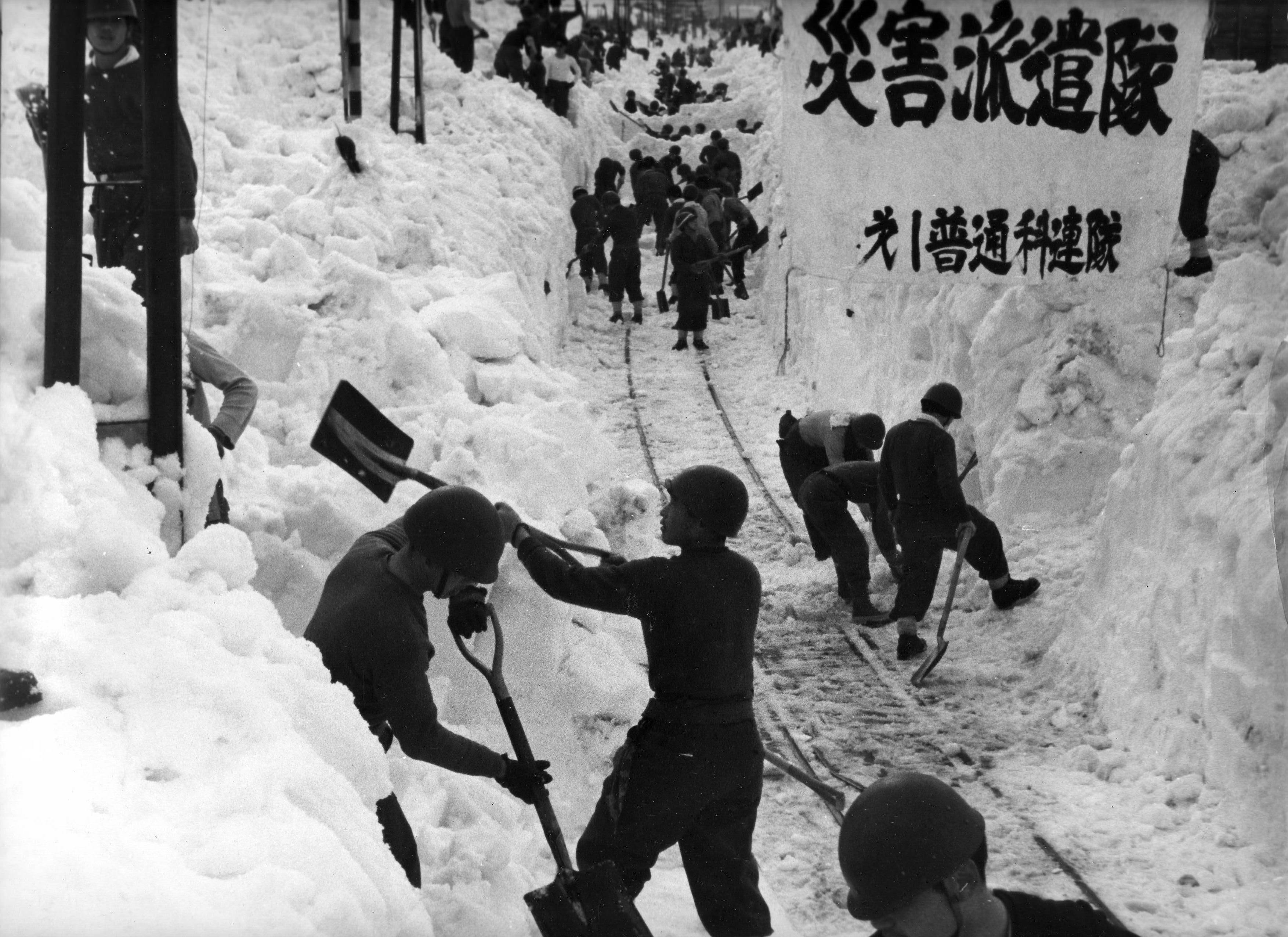
昭和38年1月豪雪時，正在进行铁道维修的自卫队员

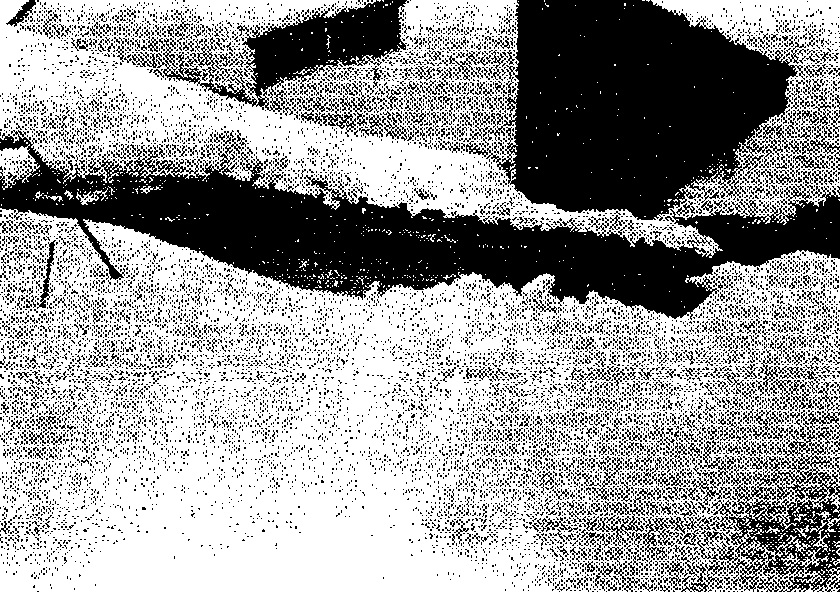
昭和38年1月豪雪期间，因雪情而关闭的新潟县西蒲原郡中之口公所

在日本海岸西侧，以北陸地方为中心、在山阳地方的山区中部、四国岛和九州岛先后发生了历史罕见的豪雪。这是第二次世界大战战后日本第一次遭遇特大规模的严重雪灾。
1962年（昭和37年）12月25日前后，日本多地开始出现大规模降雪；到第二年1月时，开始全面大雪。当时全日本气温较往年而言极其低；比往年同期低了足有3摄氏度。日本海沿岸多地也屡次收到日本海极地气团辐合带带来的雪云袭击。当时，大部分地区日照时间变得极短，且多地的雪无法融化，不断积聚。大雪中心大致位于新泻县北陆地区以西；寒潮也在该年1月底到达峰值，长冈、福井等地区降雪量甚至超过2米。中国地区西部的岛根、广岛和山口三县也发生史无前例的大雪，降雪量一度高达数米。
除此之外，本州岛的日本海海岸附近，往年一贯温暖少雪的九州、四国两地也遭遇了创纪录的大雪，其中阿苏山和池田町两地降雪量超过1米。福冈县饭冢市在这一时期降雪量累计高达185厘米，九州、四国的各大山区累计降雪量达到1米。
当时，陆上自卫队在除雪时一度使用火焰喷射器。航空自卫队也向各地排除了救灾队和救援队；然而，1963年（昭和38年）3月16日，香川县三丰郡詫間町（后被合并至三豐市）参与救援的芦屋基地直升机救援队H-21也在返程途中发生坠机事故，10名队员不幸丧生。
1963年（昭和38年）2月12日，日本气象厅正式将此次雪灾命名为“昭和38年1月豪雪”。

## 原因
北半球在此时出现偏西风，其方向飘忽不定，这让赤道附近的暖气团和南北极的冷气团得以平衡。然而，在1963年1月至2月，这一方向的飘忽变得异常明显，这也让欧美与东亚3个地区的冷空气大举南下。这也是所谓的“三波型”；正是这一现象让大寒潮得以出现。这一现象同时也让欧洲一部分地区1月平均气温较同期下降了10度（如英国的冬季气温创下1659年以来的气温第三低），北美下降了7-8度，而台湾下降了近5度。截然不同的是，阿拉斯加的1月平均气温反而上升了14度；这也说明了这次气象灾害是拉尼娜现象的结果。日本月平均气温下降虽仅有2-3度，但1月前后仍出现极强的“西高东低”气压分布状态。这让日本海沿岸出现大雪，而太平洋沿岸则继续晴空万里，干燥难当。由于每年在阿留申群岛附近形成的冬季低压带在这一年更倾向于日本西部，这种冬季型气压分布进一步得到了强化。这也让日本这个月的平均气压下降也出现了异常。

## 经过
1962年（昭和37年）11月下旬，北日本形成的超强冷空气南下，导致北海道出现大雪；随后，东日本的寒流开始西进。11月22日，羽幌町降雪量达到37厘米。11月24日，青森市积雪达45厘米，2天后稚内市降雪量达31厘米，积雪量达57厘米；羽幌町降雪达到36厘米。11月27日，札幌市降雪量达到36厘米，积雪量达到35厘米；寿都町降雪量达25厘米，积雪量55厘米，创下该地11月有史以来积雪量最高纪录。11月28日，羽幌町积雪量达到74厘米，创下11月有史以来积雪量最高纪录。11月29日，广尾町受低气压过境影响，降雪量达到52厘米，积雪量达到41厘米，创下11月有史以来积雪量最高纪录。12月上旬，北日本形成弱冷空气团，并开始逐步南下。北海道再次遭遇大雪，随后在12月24日，稚内市降雪量达到50厘米。
1963年1月上旬，以西日本为中心的冷气流南下，日本全境开始大雪。1月2日，新泻市降雪量达到40厘米，3-4日新庄市达到84厘米，5日青森市达到55厘米，6日宫古市达到35厘米，7日高山市达到64厘米，轻井泽町达到33厘米，创下降雪量新纪录。
同年1月下旬，西日本为中心的强冷气流南下，北陆地区、九州出现创纪录的大雪。20-21日，青森市降雪量达到72厘米，八户市达到34厘米，新庄市达到82厘米。22日，平户市遭遇有史以来第三高的积雪量（6厘米），23日日南市遭遇有史以来第二高的积雪量（1厘米），24日室户岬遭遇史上第二高雪量（2厘米），都城市达到8厘米（史上第三）。25日，长崎市遭遇15厘米积雪，史上最高。26日，萩市积雪达19厘米，史上第二高。27日，高冈市已在过去的9天里累计降雪达371厘米，并在27日积雪达到225厘米，创下历史新高。31日，福井市积雪量达到213厘米，创下当地有史以来的新纪录。
2月上旬，西日本再度有强冷气流南下。4日，阿苏山积雪量创下史上最高的123厘米。
2月下旬，西日本又有冷气流南下。2月26日，阿苏山降雪量达到34厘米，创下历史纪录。
3月上旬，东日本收到西日本为中心的强冷空气影响。
3月6日，北海道西部遭遇强降雪，其中寿都町降雪达37厘米，创下往年3月新纪录。
3月13日，受南海岸低气压影响，关东近畿地区开始出现大雪。奈良市积雪达到19厘米，位列史上第二。
4月上旬后半，全国各地都收到新一轮强冷空气影响。北海道再次出现大雪，北陆地区的山阴地带也出现降雪。

## 最深积雪量纪录
这里列出的都是对应观测点有史以来最高的纪录。
福井县
- 福井气象台福井市  213厘米（1963年（昭和38年）1月31日。这是都道府县厅所在地有史以来的最深積雪紀錄。）
- 今立町（現越前市） 315厘米（1963年（昭和38年）1月31日）
- 敦賀市 154厘米（1963年（昭和38年）2月1日）

石川县
- 金泽市 181厘米（1963年（昭和38年）1月27日）

富山县
- 富山市 186厘米（1963年（昭和38年）1月26日）
- 高岡市伏木 225厘米（1963年（昭和38年）1月27日）

新潟县
- 長岡市 318厘米（1963年（昭和38年）1月30日）
- 三条市 245厘米（1963年（昭和38年）1月31日）

鳥取县
- 米子市 80厘米（1963年（昭和38年）2月4日）
- 境港市 94厘米（1963年（昭和38年）2月2日）

大分县
- 日田市 39厘米（1963年（昭和38年）1月9日）

長崎县
- 長崎市 15厘米（1963年（昭和38年）1月25日）
- 福江市 43厘米

熊本县
- 阿蘇山 123厘米（1963年（昭和38年）2月4日）
- 牛深市 29厘米（1963年（昭和38年）1月26日）
- 人吉市 27厘米（1963年（昭和38年）1月24日）

鹿儿岛县
- 阿久根市 38厘米（1963年（昭和38年）1月25日）
- 枕崎市 26厘米（1963年（昭和38年）1月25日）

## 损失
本次雪灾共造成228人死亡，3人失踪。其中，福井县胜山市横仓地区发生雪崩，造成4户人家16人全部死亡。在足羽郡美山村放学期间，雪崩造成副校长和带领小学生回家的4人死亡；全村共计31人丧生。
除此之外，房屋有753栋完全损坏，982栋半损坏。1963年1月24日至28日期间，信越本线新津至长冈区间全面停运；连接新泻、上野两地的上越线列车的一条急行线列车准点在1963年1月23日16点05分从新泻站发车，最终1月28日8点29分到达；此时，这趟列车已经晚点了106小时31分钟。
富山县爱知大学山岳部药师岳事故中，13人死亡。
日本周边海水气温下降了足有4度，造成大量海鲜、水产死亡。渔人被迫改行农事。这一次冻害也叫做“三八冷害”。
1月23日至2月1日这10天之内列车大面积停运。其中包括6488辆客运列车和6147辆货物列车。共8760辆除雪列车参与了这次浩劫的除雪活动。

## 后续影响
行政当局吸取了此次事故的教训。当年的池田内阁中大藏大臣、田中角荣（当时是新泻县选出的代理议员）也因此制定了日本第一版暴雪灾害的灾害救助法。